# 圣母卒世童贞

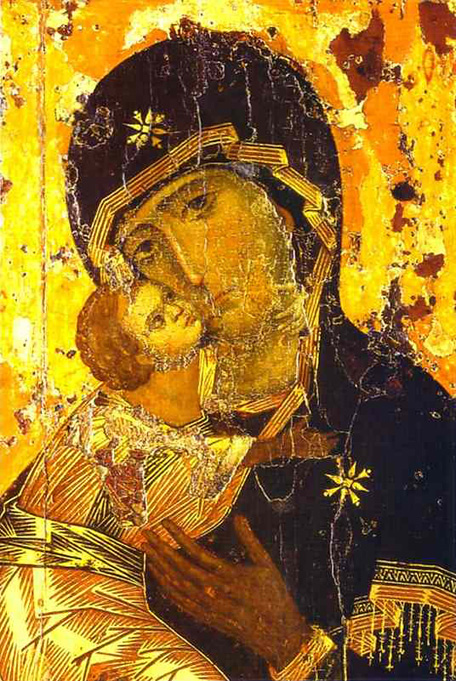
《弗拉基米尔圣母》。在东正教礼仪中，卒世童贞（ἀειπάρθενος）是一个常见的词。在这幅圣像中，玛利亚的两肩和前额上有三颗星，象征着她在耶稣诞生之前、诞生之时、诞生之后都保持童贞。

圣母卒世童贞（羅馬化：Aeiparthenos，又译圣母终身童贞）是认为耶稣的母亲玛利亚在耶稣诞生之前、诞生之时、诞生之后都保持童贞的神学观点。在西方基督教中，圣母终身童贞是天主教会关于圣母玛利亚的四大教义之一，部分路德宗、加尔文宗、圣公宗和其他一些新教宗派的神学家也主张这一教义。在東方基督教中，東方正統教會和東方教會都將此教義作為其持續傳統的一部分，东正教会亦认可玛利亚是终身童贞的，東正教會承認瑪利亞為Aeiparthenos，意為「永遠的童貞女」。。现代新教宗派大多不认可该教义。
圣母卒世童贞的传统可追溯到公元2世纪晚期的《雅各福音书》。在公元431年召开的厄弗所大公会议上，这一思想被视为正统。公元553年召开的第二次君士坦丁堡公会议给与玛利亚卒世童贞的称号。在公元649年召开的拉特兰主教会议上，教宗玛尔定一世强调了圣母卒世童贞的三重内涵，即玛利亚在耶稣诞生之前、诞生之时、诞生之后都保持童贞。
在新约圣经中，仅明确记载玛利亚在受孕时为童贞状态，并提到了耶稣的弟兄（羅馬化：adelphoí），《馬太福音》和《馬可福音》记载了他们的名字，《馬可福音》还记载耶稣有几个姐妹。由于"ἀδελφοί"一词多指有血缘或精神上联系的兄弟姐妹，因此一些学者基于此认为在耶稣诞生后若瑟和玛利亚还生育了其他孩子。

## 起源和历史

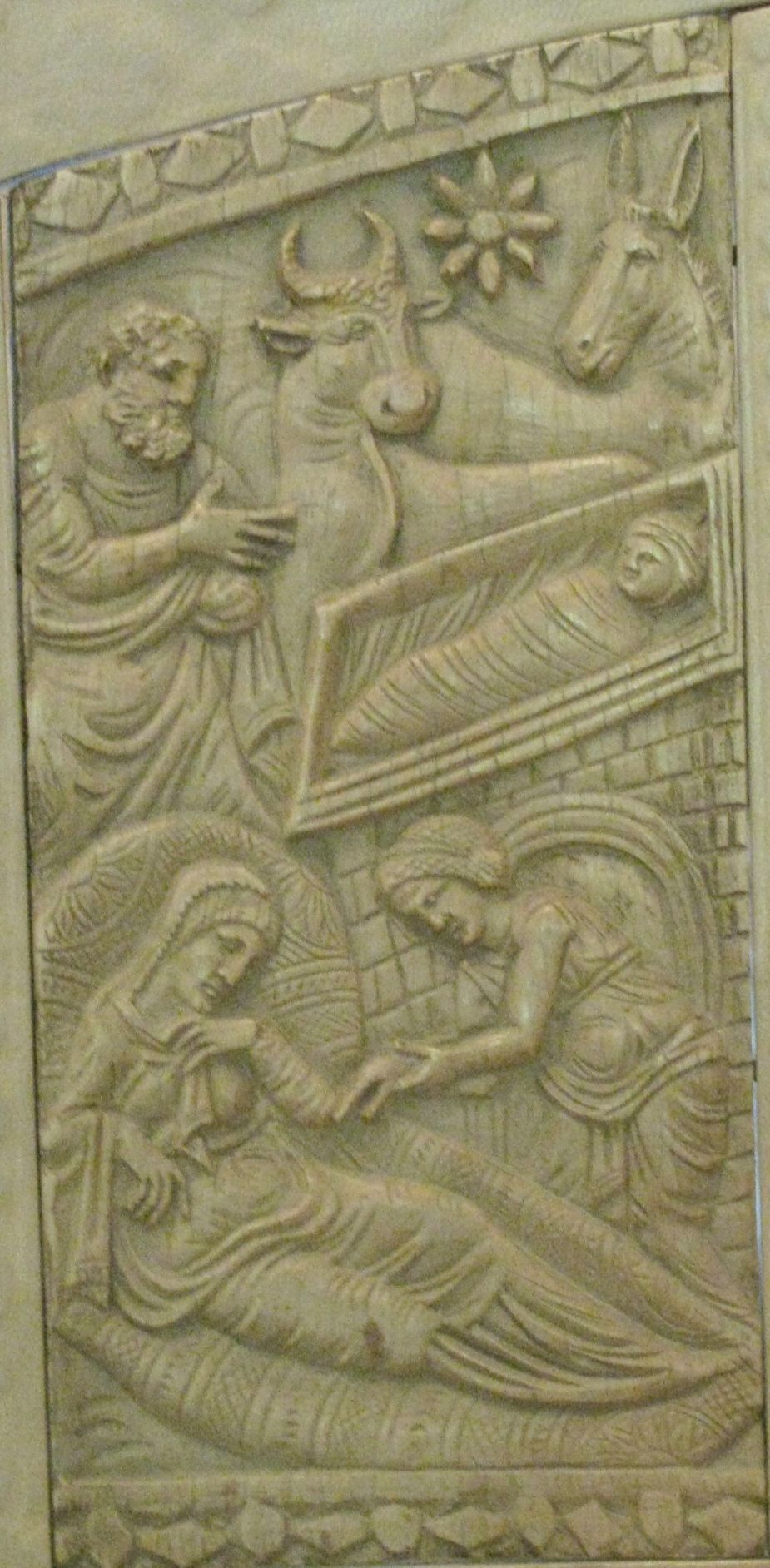
在耶稣诞生后，助产士查看玛利亚是否真的是处女，这是《雅各福音书》记载的场景。

### 公元2世纪：起源
《馬太福音》和《路加福音》都记载玛利亚在生下耶稣前是处女，但圣经并未明确提及玛利亚终身保持童贞。2世纪末的《雅各福音书》首次出现这一说法，根据《雅各福音书》的记载，玛利亚终身保持童贞，娶了玛利亚的若瑟是一个老人，且对她没有生理欲望，“耶稣的兄弟”则是若瑟与前妻的孩子。有学者认为《雅各福音书》广泛流传，并可能影响了古兰经中对麦尔彦的记载。尽管穆斯林认可麦尔彦在生下尔萨时是处女，但终身童贞的思想并不符合伊斯兰教对妇女作为妻子和母亲的理想。

### 公元4世纪：被确立为正统
公元4世纪早期，在修道主义的影响下，独身生活被视为一种理想状态。亚大纳削主张玛利亚是“卒世童贞”的，在圣雅各伯礼中也要求念出玛利亚是卒世童贞的。在这一时期形成了终身守贞或者守寡比结婚更有道德优越性的认知。东方教会的神学家普遍接受玛利亚是卒世童贞的，西方教会的许多神学家则不太认可。另一方面，神学家赫尔维迪乌斯反对这种贬低婚姻的观念，并认为守贞和婚姻是不分高低的。热罗尼莫意识到赫尔维迪乌斯的这种观点会推导出天主之母玛利亚在天堂中的地位不如处女和寡妇的结论，因此在公元383年写下了《驳赫尔维迪乌斯》以为玛利亚卒世童贞的观点辩护。
之后赫尔维迪乌斯很快消失在人们的视野中，到了公元4世纪80年代至90年代，修士维尼安也否认玛利亚卒世童贞。他还认为如果基督没有像一般人那样出生，那么他就不是一个人，这种否认基督人性的幻影说也被摩尼教接受，在当时已被视为异端。热罗尼莫著作反驳了维尼安对玛利亚卒世童贞的否认，但并未提到维尼安否认基督人性的观点，大部分评论者认为当时热罗尼莫可能并不觉得这一观点十分具有冒犯性。唯一一位强调玛利亚在耶稣“诞生之时”仍保持童贞的神学家是米兰总主教安博，他认为无论是耶稣的肉身由玛利亚诞生，还是基督徒因教会的洗礼诞生，这些过程都必须是完全“童贞”的，即使是在“诞生之时”，这样才能消除原罪的污染，因为这种污染的标志之一就是肉体的损伤。受安博的影响，“诞生之时的童贞”始终是后世神学家思想的一部分。
公元390年，在安博主持的米兰主教会议期间，维尼安被斥为异端，而玛利亚卒世童贞也被视为唯一正统思想，并在公元431年的厄弗所大公会议上被广泛认可。公元553年召开的第二次君士坦丁堡公会议给与玛利亚卒世童贞的称号。在公元649年召开的拉特兰主教会议上，教宗玛尔定一世强调了卒世童贞的三重内涵，即玛利亚在耶稣诞生之前、诞生之时、诞生之后都保持童贞。

### 宗教改革
宗教改革否认了独身的神圣性，进而对婚姻和生育持积极评价，马利亚和约瑟被看作一对寻常的夫妇，禁欲不再被视为美德。宗教改革还诞生了唯独圣经的思想，即主张圣经是上帝启示的唯一来源，改教家们认为虽然圣经仅明确启示了圣灵感孕，但它也同时要求接受马利亚卒世童贞。因此尽管并没有明确的圣经依据，早期改教家马丁·路德（在1537年的施马尔卡尔德信条中提到了此项）、乌尔里希·茨温利、约翰·加尔文以及一些较晚期的新教领导者，如循道宗的联合创始人约翰·卫斯理都接受马利亚卒世童贞的观点。对于这种现象，有学者认为在当时存在一些更为激进的改教家，认为耶稣不过是一位先知，因此这些较为温和的改教家可能在没有明确圣经依据的情况下，依然接受马利亚卒世童贞，以作为基督道成肉身的保证。尽管早期改教家接受了马利亚卒世童贞的观点，但现代新教宗派普遍不接受这一思想，并很少在忏悔或信条中出现这个词。

## 教义

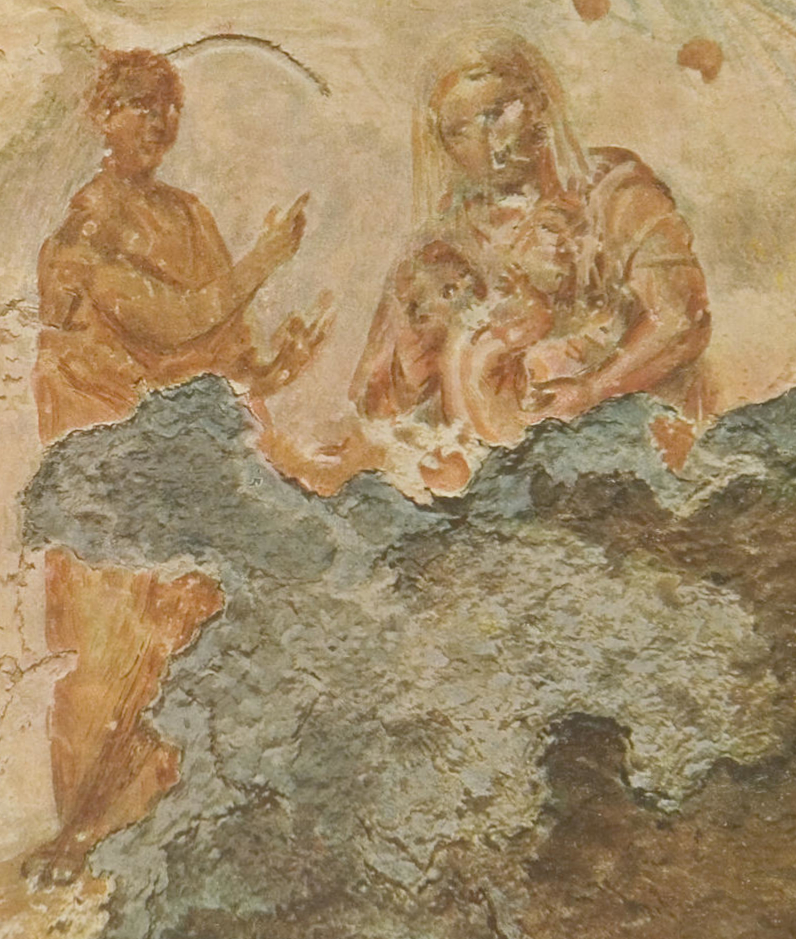
罗马普里西拉地下墓穴的一副壁画，描绘了玛利亚在照顾婴孩耶稣的样子，创作于公元3世纪。

第二次君士坦丁堡公会议承认玛利亚是永远童贞的。东正教会仍然认可玛利亚在世间始终保持童贞，并认为新约圣经中提到的耶稣的“兄弟姐妹”是他的亲属而不是他母亲的儿女。

拉丁教会（即今天所称的天主教会）与东方主教共同出席了第二次君士坦丁堡公会议，因此天主教与东正教一样使用“Aeiparthenos”一词描述圣母终身童贞。天主教会还更进一步，将圣母终身童贞列为教理，这意味着天主教将其视为真实的启示，反对这一信条的将被视为异端。天主教会主张玛利亚在耶稣诞生之前、诞生之时、诞生之后都保持童贞。公元649年，教宗玛尔定一世在拉特兰主教会议上对这一教理做出如下定义：
终身童贞荣福无玷圣母玛利亚，是因圣神而非精血降孕，在保持肉身完整性的情况下生下了他（耶稣），并在他诞生后仍保持童贞。
托马斯·阿奎那承认无法用理性证明圣母终身童贞，但认为它应该被接受，因为这是“恰当的”：既然耶稣是天主的独生子，那么他也应该是玛利亚的独生子，因为如果玛利亚有第二个完全是人类的后代，则与她处在神圣状态的子宫不相称。圣母终身童贞还象征着新的创造和救恩史的新起点，这一观点曾被多次阐述和议论，最近一次是在梵蒂冈第二届大公会议上：
母子在救贖工程中這一結合，從童貞聖母懷孕基督開始……以後在基督誕生時，瑪利亞的頭胎子不僅未損傷，反而聖化了她的童貞純潔……（《教会》第57条）

## 争议

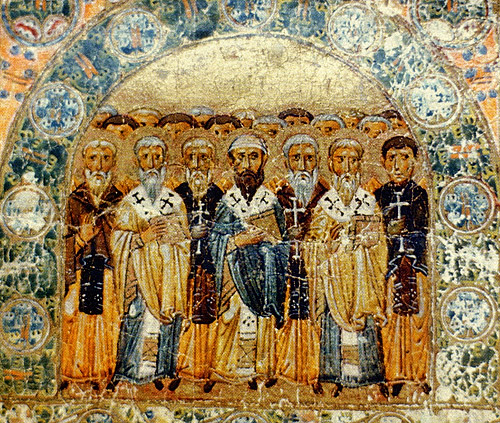
《教父》，公元11世纪创作于基辅。

一些对圣母卒世童贞的质疑基于在保禄书信、四福音书和《使徒行傳》都提到的耶稣的“兄弟”，《馬太福音》和《馬可福音》记载了他们的名字，《馬可福音》还记载耶稣有几个姐妹，厄丕法尼对《雅各福音书》的注释解释这些“兄弟”是若瑟与前妻的孩子，这一解释至今仍被东正教会采用 。热罗尼莫则相信若瑟和玛利亚一样是终身童贞的，并认为这些“兄弟”是“小雅各和约西的母亲马利亚”的孩子（《馬可福音》第15章第40节参），他认为这个玛利亚就是“革罗罢的妻子马利亚”，是耶稣的母亲的姊妹（《約翰福音》第19章第25节参）。这一解释被西方教会广为认可。一个现代的理论认为这些“兄弟”是“小雅各和约西的母亲马利亚”和革罗罢的孩子，但没有将她视为耶稣的母亲的姊妹，而教父赫格西普斯认为革罗罢是若瑟的兄弟。
另一些质疑则基于《路加福音》第2章第7节参称耶稣是玛利亚“头胎的儿子”，《馬太福音》第1章第25节参还有“只是沒有和他同房、等他生了儿子”的记载赫尔维迪乌斯认为“头胎的儿子”暗示了玛利亚以后还有其他后代，而“等”（ἕως）一词则暗示了耶稣出生后若瑟和玛利亚有性关系的可能性。热罗尼莫则回复称即使是独生子也可以被称为“头胎的儿子”，而“等”一词并没有赫尔维迪乌斯所称的含义，他还用文字描绘了若瑟在玛利亚生完孩子后立即与满身是血、筋疲力尽的她发生性关系的场景，他认为这种令人厌恶的场面就是赫尔维迪乌斯的主张。评论对赫尔维迪乌斯的这一回复褒贬不一。
另外两位公元4世纪的神父，尼萨的额我略和奥古斯丁进一步将《路加福音》第1章第34节参视为玛利亚终身守贞的誓言。这种观点最早是在《雅各福音书》提出的，今天几乎没有学术支持，但教宗若望保禄二世在1996年8月28日的教理讲授中，列举了包括它和热罗尼莫以及安博的论点，以论证圣母终身童贞是教会传统。

## 脚注
1. ↑  Hesemann 2016，第unpaginated頁.
2. ↑  Bromiley 1995，第269頁.
3. 1 2  Collinge 2012，第133頁.
4. ↑  . www.ccel.org.   [2021-12-21]. （原始内容存档于2021-10-05）.
5. ↑  Alexander, Joseph Addison. . C. Scribner. 1863  [2022-02-02]. （原始内容存档于2022-02-02） （英语）.
6. ↑  . American Lutheran Publicity Bureau. 1966: 16 （英语）. While the perpetual virginity of Mary is held as a pious opinion by many Lutheran confessors, it is not regarded as a binding teaching of the Scriptures.
7. ↑  . Encyclopaedia Britannica. 1983: 562. ISBN 978-0-85229-400-0 （英语）. Partly because of these biblical problems, the doctrine of the perpetual virginity of Mary has not been supported as unanimously as has the doctrine of the virginal conceptioon or title mother of God. It achieved dogmatic status, however, at the Council of Chalcedon in 451 and is therefore binding upon Eastern Orthodox and Roman Catholic believers; in addition, it is maintained by many Anglican, some Lutheran, and a few other Protestant theologians.
8. ↑  Losch 2008，第283頁.
9. 1 2  Fairbairn 2002，第100頁.
10. 1 2  Campbell 1996，第150頁.
11. 1 2  Lohse 1966，第200頁.
12. 1 2  Rahner 1975，第896頁.
13. 1 2 3 4  Polcar 2016，第186頁.
14. 1 2  Maunder 2019，第28頁.
15. ↑  Parmentier 1999，第550頁.
16. ↑  Blomberg 2006，第387 fn.1頁.
17. ↑  Boisclair 2007，第1465頁.
18. ↑  Hurtado 2005，第448頁.
19. ↑  Bell 2012，第110頁.
20. ↑  George-Tvrtkovic 2018，第unpaginated頁.
21. ↑  Hunter 2008，第412頁.
22. ↑  Nathan 2018，第229頁.
23. ↑  Hunter 2008，第412-413頁.
24. ↑  Nathan 2018，第230頁.
25. ↑  Hunter 1999，第423-424頁.
26. 1 2  Polcar 2016，第185頁.
27. 1 2  Hunter 1993，第56-57頁.
28. ↑  Hunter 1993，第59頁.
29. ↑  Rosenberg 2018，第unpaginated頁.
30. ↑  Miller-McLemore 2002，第100-101頁.
31. ↑  Miller-McLemore 2002，第100頁.
32. ↑  Pelikan 1971，第339頁.
33. 1 2  Breed 1992，第237頁.
34. ↑  Gill 2004，第1254頁.
35. ↑  MacCulloch 2016，第51-52,64頁.
36. ↑  Campbell 1996，第47,150頁.
37. ↑  McGuckin 2010，第unpaginated頁.
38. ↑  Greene-McCreight 2005，第485頁.
39. ↑  Miravalle 2006，第56頁.
40. ↑  Dodds 2004，第94頁.
41. ↑  Miravalle 2006，第61-62頁.
42. ↑  Fahlbusch 1999，第404頁.
43. ↑  Miravalle 2006，第59頁.
44. ↑  Bauckham 2015，第6-8頁.
45. ↑  Nicklas 2011，第2100頁.
46. 1 2  Cross & Livingstone 2005，第238頁.
47. ↑  Kelly 1975，第106頁.
48. ↑  Pelikan 2014，第160頁.
49. ↑  Harrington 1991，第36 fn.25頁.
50. ↑  Brown 1978，第278-279頁.
51. ↑  Calkins 2008，第308-310頁.